# Formaggio di montagna di Sesto
Il  formaggio di montagna di Sesto, in tedesco Sextner Almkäse, detto anche "formaggio di malga" è un prodotto agroalimentare tradizionale fatto a Sesto in val Pusteria. 

## Descrizione
Il rio Sesto è tributario della Drava, a sua volta affluente del Danubio, nel bacino imbrifero del mar Nero. L'intero territorio comunale è posto a più di 1.200 metri sul livello del mare, l'indicazione di malga indica poi che tradizionalmente il latte destinato a tale formaggio proviene da alpeggi situati ad altezza ancora superiore.
Si presenta come un formaggio da taglio con almeno il 50% di materie grasse (M.G.S.S.), le forme, di aspetto cilindrico, pesano circa 7 chilogrammi.
Il disciplinare prevede che la cagliata, previo riscaldamento, venga pressata nelle forme per 5 ore, a cui segue un riposo di una notte senza pressatura, salatura e una maturazione per almeno 10 settimane ad una temperatura di 8-10 °C ed una umidità di 85%.
Durante la maturazione si forma una sottilissima peluria sulla crosta di ife fungine che sono ripulite prima della commercializzazione.
Vengono utilizzati caldaie di rame e stampi di legno
La produzione viene effettuata dal caseificio sociale di Sesto che è stato fondato nel 1926.